# Rio Doce (município)
Rio Doce é um município brasileiro no estado de Minas Gerais, Região Sudeste do país. Localiza-se na Zona da Mata Mineira e ocupa uma área de 112,094 km², sendo que 0,4 km² estão em perímetro urbano. Sua população foi recenseada em 2 484 habitantes em 2022.
Na divisa do município com Ponte Nova e Santa Cruz do Escalvado está situada a confluência dos rios Piranga e do Carmo, onde é formado o rio Doce.